# Äventyrarnas överman
Äventyrarnas överman (engelska: Live Sparks) är en amerikansk dramakomedi-stumfilm från 1920. Filmen är regisserad av Ernest C. Warde, med manus skrivet av Jack Cunningham och Caroline Sayre.

## Rollista
- J. Warren Kerrigan – Neil Sparks
- Mae Talbot – Aunt Helen
- Roy Laidlaw – Hiram Craig
- Fritzi Brunette – Myrtle Pratt
- Clyde Benson – William Carpenter
- Beth Ivins – Bess Kinloch
- Zelma Maja – Phyllis Gwynne
- John Steppling – Jacob Abbott
- Arthur Millett – Henry Lavigne
- Joseph J. Dowling – David Pratt
- Mary Jane Irving
- Joe Rotell